# José de Castro
José Augusto Soares Ribeiro de Castro (ʒuzɛ dɨ kaʃtɾu), né le 7 avril 1868 à Valhelhas (pt) et décédé le 31 juillet 1929, est un avocat, journaliste et homme politique portugais.

## Biographie
Il est diplômé en droit de l'université de Coimbra, et est avocat à Lisbonne et à Guarda. Membre de la franc-maçonnerie, depuis 1868, il est à l'origine un monarchiste et un membre du Parti libéral Parti progressiste (Portugal), mais il rejoint le Parti républicain portugais, en 1881. Il est le rédacteur principal du journal « O Districto da Guarda », depuis sa fondation en 1878, et le fondateur du journal républicain, « O Povo Português », en 1882. Au cours de la Première République portugaise, il reste dans le Parti républicain. Il est Président du  Ministère (Premier ministre), après la tentative avortée du général Joaquim Pimenta de Castro, et est en poste, après le coup d'état du 14 mai 1915, du 17 mai au 29 novembre 1915.